# Yavatmal
Yavatmal (o Yeotmal) è una città dell'India di 122.906 abitanti, capoluogo del distretto di Yavatmal, nello stato federato del Maharashtra. In base al numero di abitanti la città rientra nella classe I (da 100.000 persone in su).

## Geografia fisica
La città è situata a 20° 23' 60 N e 78° 7' 60 E e ha un'altitudine di 444 m s.l.m..

## Società

### Evoluzione demografica
Al censimento del 2001 la popolazione di Yavatmal assommava a 122.906 persone, delle quali 62.838 maschi e 60.068 femmine. I bambini di età inferiore o uguale ai sei anni assommavano a 14.730, dei quali 7.652 maschi e 7.078 femmine. Infine, coloro che erano in grado di saper almeno leggere e scrivere erano 96.703, dei quali 52.057 maschi e 44.646 femmine.